# Апанаевская мечеть
Апанаевская мечеть (Вторая соборная, Байская, Пещерная, тат. Apanay məçete, Апанай мәчете) — мечеть в Казани, памятник татарской культовой архитектуры. Расположена в Старо-Татарской слободе.

## Строительство
Построена на средства татарского купца Якуба Султангалеева в 1768—1771 гг. после того, как лидеры мусульманской общины Казани добились разрешения императрицы Екатерины II на постройку двух каменных мечетей взамен разрушенных по указу императрицы Анны Иоанновны и сгоревших (вторая — совр. аль-Марджани).

## Этимология
Своё название получила по имени купцов Апанаевых, проживавших в махалле и содержавших её. С этим связано и другое название мечети — «Байская» (тат. Байлар). Название «Пещерная» (тат. Тау тишеге), вероятно связано с холмистым рельефом и близостью обрывистого берега.

## Архитектурный стиль
В облике здания заметны элементы русского «московского» барокко и татарского декоративного искусства. Архитектор неизвестен. Первоначально мечеть была однозальной, с восьмигранным минаретом. В 1872 по проекту архитектора П. И. Романова к мечети сделан двухэтажный пристрой с северной стороны здания, решённый в едином стиле с первоначальным зданием. В 1882 вокруг мечети возведена кирпичная ограда и в ней построена одноэтажная лавка. В 1887 лавка была расширена и был надстроен второй этаж.

## История
Мечеть была закрыта постановлением Президиума ТатЦИКа от 6 февраля 1930. В советское время минарет, своды залов мечети были разрушены, а внутренне пространство разделено на три этажа. Декоративные элементы большей частью были стесаны. В здании размещался детский сад. 6 ноября 1992 года была создана мусульманская община при Апанаевской мечети, юридически зарегистрирована 27 мая 1993 года. 18 сентября 1995 года здание было передано мусульманской общине при Апанаевской мечети. С 1995 г. в здании располагалось медресе «Мухаммадия». В 2007—2011 гг. проведена комплексная реставрация, включая восстановление минарета и внутреннего деления на два этажа. Адрес: ул. Каюма Насыри, 27.